# James McGrath
James Aloysius McGrath PC KStJ (* 11. Januar 1932 in Buchans, Neufundland; † 28. Februar 2017 in St. John’s, Neufundland und Labrador) war ein kanadischer Politiker der Progressiv-konservativen Partei (PC), der mit Unterbrechungen 24 Jahre lang Mitglied des Unterhauses sowie zwischen 1979 und 1980 Minister für Fischerei und Ozeane im 21. kanadischen Kabinett von Premierminister Joe Clark war. Später war er von 1986 bis 1991 Vizegouverneur von Neufundland und Labrador.

## Leben

### Berufliche Tätigkeiten, Unterhausabgeordneter und Parlamentarischer Sekretär
McGrath absolvierte nach dem Schulbesuch ein Studium der Rechtswissenschaften, das er mit einem Doktor der Rechte (LL.D.) abschloss. Danach arbeitete er als Verkaufsagent und Manager in einer Werbeagentur sowie als Handelsvertreter und Verkaufsleiter und als Rundfunkmoderator.
Bei der Wahl vom 10. Juni 1957 wurde er für die Progressiv-konservative Partei erstmals zum Mitglied des Unterhauses gewählt und vertrat in diesem bis zu seiner Wahlniederlage bei der Wahl vom 8. April 1963 sechs Jahre lang den Wahlkreis St. John’s East. Während dieser Zeit war vom 17. August 1962 bis zum 6. Februar 1963 Parlamentarischer Sekretär von Paul Martineau, dem Minister für Bergbau und technische Begutachtung im 18. kanadischen Kabinett von Premierminister John Diefenbaker.
Nach seiner Wahlniederlage 1963 war er wieder in seinem alten Beruf tätig, ehe er bei der Unterhauswahl vom 25. Juni 1968 im Wahlkreis St. John’s East wieder zum Mitglied des Unterhauses gewählt wurde und diesem nunmehr bis zu seinem freiwilligen Mandatsverzicht am 4. September 1986 weitere 18 Jahre lang angehörte.
Nach seiner Wiederwahl zum Abgeordneten war McGrath von Dezember 1969 bis 1971 zunächst Sprecher der PC-Fraktion für wirtschaftliche und regionale Entwicklung sowie zwischen dem 5. Dezember 1972 und Oktober 1973 arbeitspolitischer Sprecher, ehe er vom 24. Oktober 1973 bis Mai 1976 als Sprecher der Opposition für Verbraucherangelegenheiten fungierte. Danach war er zwischen Mai 1976 und Oktober 1977 Sprecher seiner Fraktion für Stadtangelegenheiten und Wohnungsbau sowie von Oktober 1977 bis 1979 Sprecher der PC-Fraktion für Verbraucher- und Unternehmensangelegenheiten.

### Bundesminister sowie Vizegouverneur von Neufundland und Labrador

Wappen von James McGrath als Vizegouverneur von Neufundland und Labrador

Am 4. Juni 1979 wurde McGrath von Premierminister Joe Clark zum Bundesminister berufen. Er bekleidete vom 4. Juni 1979 bis zum Ende von Clarks Amtszeit am 2. März 1980 das Amt des Ministers für Fischerei und Ozeane im 21. kanadischen Kabinett.
Nach der Wahlniederlage der Unterhauswahl vom 18. Februar 1980 fungierte er zwischen April 1980 und September 1982 als Sprecher der PC-Fraktion für nationale Gesundheit und Wohlfahrt sowie anschließend vom 9. September 1981 bis März 1983 als wohnungsbaupolitischer Sprecher der Opposition, ehe er vom 10. März bis September 1983 wieder arbeitspolitischer Sprecher seiner Fraktion war.
McGrath war danach vom 7. Dezember 1983 bis zum 9. Juli 1984 Vize-Vorsitzender des Unterhaus-Sonderausschusses für Standesregeln und zeitgleich Oppositionssprecher für Beschäftigung und Einwanderung. Im Anschluss war er zwischen dem 5. November 1984 und dem 28. August 1986 sowohl Vorsitzender des Ständigen Unterhausausschusses für Menschenrechte als auch Vorsitzender des Unterhaus-Sonderausschusses für die Reform des Unterhauses.
Nach seinem Ausscheiden aus dem Unterhaus wurde McGrath am 5. September 1986 Nachfolger von William Anthony Paddon als Vizegouverneur von Neufundland und Labrador. Das Amt des Vizegouverneurs dieser kanadischen Provinz übte er bis zum 5. November 1991 aus und wurde dann von Frederick Russell abgelöst.

## Veröffentlichungen
- Reflections on Reform, in: Parliamentarian vom 5. Januar 1986.
- The Question Period: what former members think, Mitautoren Peter C. Dobell, Aideen Nicholson, Pierre de Savoy und Monique Bégin, in: Occasional papers on parliamentary government, Mai 2001